# Sanča Leonska
Sanča Leonska (šp. Sancha de León) († 27. studenog 1067.) bila je infanta i kraljica Leona. 
Sančini su roditelji bili Elvira Mendes i Alfons V. Leonski. 
Gospa Sanča bila je supruga Ferdinanda I. Leonskog i Kastiljskog, s kojim je imala petero djece, a ovo je popis djece:
- Uraka Zamorska[5]
- Sančo II., kastiljsko-leonski kralj
- Elvira od Tora[6]
- Alfons VI. Hrabri
- García II. Galicijski

Bila je baka Urake Leonske i Kastiljske.